# Kebede Balcha
Kebede Balcha, né le 7 septembre 1951 et mort le 10 juillet 2018, est un athlète éthiopien spécialiste du marathon. 

## Biographie

### Palmarès
| Date | Compétition                            | Lieu     | Résultat | Épreuve     | Performance     |
| ---- | -------------------------------------- | -------- | -------- | ----------- | --------------- |
| 1979 | Championnats d'Afrique                 | Dakar    | 1er      | Marathon    | 2 h 29 min 53 s |
| 1981 | Championnats du monde de cross-country | Madrid   | 14e      | Cross long  | 35 min 40 s     |
| 1981 | Championnats du monde de cross-country | Madrid   | 1er      | Par équipes | 81 pts          |
| 1983 | Championnats du monde                  | Helsinki | 2e       | Marathon    | 2 h 10 min 27 s |
| 1985 | Championnats d'Afrique                 | Le Caire | 2e       | Marathon    | 2 h 24 min 31 s |
| 1987 | Jeux africains                         | Nairobi  | 3e       | Marathon    | 2 h 16 min 07 s |
| 1988 | Championnats d'Afrique                 | Annaba   | 3e       | Marathon    | 2 h 29 min 04 s |
| 1989 | Championnats d'Afrique                 | Lagos    | 2e       | Marathon    | 2 h 26 min 35 s |

### Records
| Épreuve  | Performance     | Lieu     | Date         |
| -------- | --------------- | -------- | ------------ |
| Marathon | 2 h 10 min 27 s | Helsinki | 14 août 1983 |